# 类视紫红质受体
类视紫红质受体，又可译作视紫红质样受体、类视紫质受体（英語：Rhodopsin-like receptors），是一个G蛋白偶联受体蛋白超家族下成员最多的蛋白家族，因都具有与视紫红质（视紫质）相似的由七个α螺旋组成的穿膜结构而得名。
类视紫红质受体下有19个亚家族。